# Bahía de Nueva York
La bahía de Nueva York es el gran cuerpo de agua de marea en el estuario de Nueva York-Nueva Jersey donde los ríos Hudson, Raritan y Arthur Kill desembocan en el océano Atlántico entre Sandy Hook y Rockaway Point. 

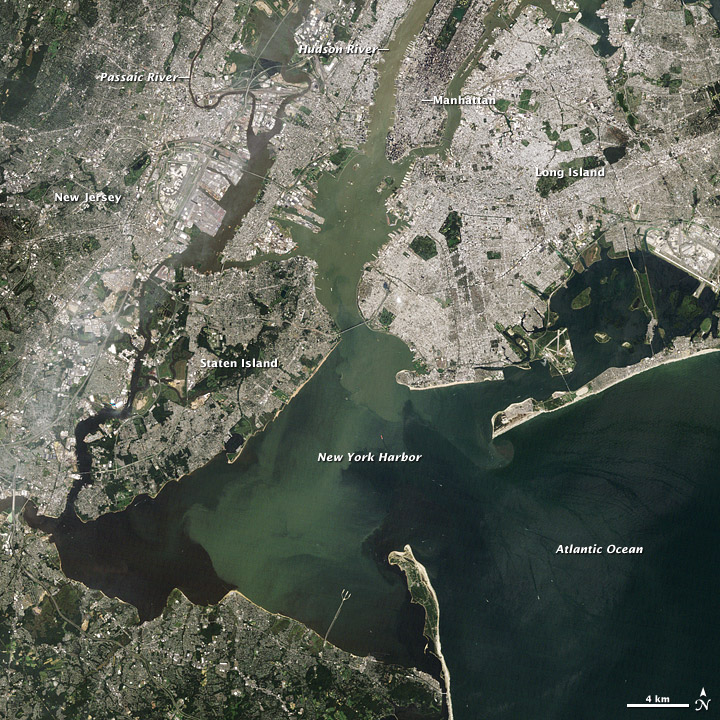
Irene's Sediment in New York Harbor (6105706375)

## Geografía
La bahía de Nueva York suele dividirse en dos componentes principales, que están conectados por los Estrechos de Narrows. Son la Bahía Superior de Nueva York y la Bahía Inferior de Nueva York.
El término Puerto de Nueva York generalmente se refiere a la Bahía Superior de Nueva York y al puerto circundante de Nueva York y Nueva Jersey, pero a veces se toma como sinónimo de la bahía de Nueva York.
La Bahía Superior de Nueva York incluye varias islas. Liberty Island es el lugar donde se encuentra la Estatua de la Libertad. La cercana Isla Ellis es conocida como una antigua estación de inmigración. La Isla de los Gobernadores es una antigua base militar, ahora un parque y sitio histórico. El Faro de Robbins Reef también está en la bahía superior. La Bahía Inferior de Nueva York incluye la Isla Hoffman y la cercana Isla Swinburne. Ambas son islas artificiales que están cerradas al público.

## Historia
Encargado por el rey Francisco I de Francia, el explorador florentino Giovanni da Verrazzano fue el primer europeo en descubrir la bahía en 1524. Le dio el nombre de Nueva Angoulême, en honor al rey que también era conde de Angoulême.